# Extraliga (Slowakei) 2019/20
Die Saison 2019/20 war die 27. Spielzeit der höchsten slowakischen Eishockeyspielklasse, der Tipsport Liga. Der HC 05 Banská Bystrica gewann die reguläre Saison, der Meistertitel wurde aufgrund der COVID-19-Pandemie in der Slowakei nicht vergeben.

## Teilnehmer
Seit 2018 nehmen an der Liga mit dem MAC Budapest und DVTK Jegesmedvék zwei Clubs aus Ungarn teil. Zudem kehrte der HC Slovan Bratislava in die Liga zurück, nachdem er aus finanziellen Gründen aus der Kontinentalen Hockey-Liga ausgetreten war. Der HK Orange 20, der seit mehreren Jahren an der Extraliga teilgenommen hatte, um die U20-Nationalmannschaft auf die jährliche Weltmeisterschaft vorzubereiten, wurde nicht mehr für die Liga gemeldet.
Der HK Dukla Michalovce setzte sich in der Relegation der Vorsaison gegen den MsHK DOXXbet Žilina durch und ersetzte diesen in der Extraliga.
| Klub                     | Standort          | Stadion                         | Kapazität | Gründungsjahr |
| ------------------------ | ----------------- | ------------------------------- | --------- | ------------- |
| HC 05 Banská Bystrica    | Banská Bystrica   | Zimný štadión Banská Bystrica   | 2.841     | 2005          |
| HC 07 Detva              | Detva             | Zimný štadión Detva             | 1.800     | 2007          |
| HC Košice                | Košice            | Steel Aréna                     | 8.378     | 1962          |
| HC Nové Zámky            | Nové Zámky        | Zimný štadión Nové Zámky        | 1.980     | 1965          |
| MHk 32 Liptovský Mikuláš | Liptovský Mikuláš | Zimný štadión Liptovský Mikuláš | 3.680     | 1932          |
| HK Dukla Trenčín         | Trenčín           | Zimný štadión Pavla Demitru     | 6.150     | 1962          |
| HK Nitra                 | Nitra             | Nitra Aréna                     | 3.600     | 1926          |
| HK Poprad                | Poprad            | Zimný štadión Poprad            | 4.500     | 1926          |
| HKm Zvolen               | Zvolen            | Zimný štadión Zvolen            | 5.732     | 1927          |
| DVTK Jegesmedvék         | Miskolc           | Miskolci Jégcsarnok             | 1.304     | 1978          |
| MAC Budapest             | Budapest          | Tüskecsarnok                    | 2.540     | 1963          |
| HC Slovan Bratislava     | Bratislava        | Zimný štadión Ondreja Nepelu    | 10.115    | 1921          |
| HK Dukla Michalovce      | Michalovce        | Zimný štadión Michalovce        | 4.000     | 1974          |

## Modus
In der ersten Phase der Hauptrunde absolviert jede der 13  regulären Mannschaften insgesamt 48 Spiele.
Die sechs bestplatzierten Mannschaften qualifizieren sich für die Gruppe A der zweiten Saisonphase, in der die Rangliste für die anschließenden Playoffs ausgespielt wird. Die Mannschaften auf den Plätzen 7 bis 12 ermitteln in der Gruppe B zwei weitere Play-off-Teilnehmer. Die letztplatzierte Mannschaft der Hauptrunde verbleibt in diesem Jahr in der Extraliga, um diese zur Folgesaison auf 14 Mannschaften aufzustocken.
Für einen Sieg nach regulärer Spielzeit erhält jede Mannschaft drei Punkte, für einen Sieg nach Overtime bzw. Shootout zwei Punkte, bei einer Niederlage nach Overtime bzw. Shootout gibt es einen Punkt und bei einer Niederlage nach der regulären Spielzeit null Punkte.

## Hauptrunde
Zusammen mit Pro-Hockey und Richard Lintner beschlossen die Manager der Extraliga-Klubs am 11. März 2020, die Saison 2019/20 aufgrund der COVID-19-Pandemie vorzeitig zu beenden. [1] Der Spielerverband protestierte zunächst gegen diese Entscheidung, da dadurch den Spielern leistungsbezogen Prämien vorenthalten würden. Am Ende akzeptierte der Spielerverband die Entscheidung, da die Alternative, die Saison vor leeren Stadien zu beenden, wirtschaftlich und logistisch nicht darstellbar wäre. Am 12. März 2020 entschied der Ligarat zunächst, dass der Meistertitel sowie die weiteren Platzierungen anhand der Tabellensituation bei Abbruch der Saison bestimmt würden. Am 31. März 2020 hob der SZLH-Vorstand die Entscheidung des Ligarats auf und erklärte die Nichtvergabe des slowakischen Meistertitels in der Saison 2019/20.

### Erste Phase
|     | Mannschaft               | Sp | S  | SNV | NNV | N  | Tore    | Pkt |
| --- | ------------------------ | -- | -- | --- | --- | -- | ------- | --- |
| 1.  | HC 05 Banská Bystrica    | 48 | 27 | 9   | 3   | 9  | 154:93  | 102 |
| 2.  | HC Slovan Bratislava     | 48 | 28 | 6   | 4   | 10 | 173:95  | 100 |
| 3.  | HC Košice                | 48 | 25 | 9   | 4   | 10 | 146:98  | 97  |
| 4.  | HK Poprad                | 48 | 24 | 5   | 5   | 14 | 148:114 | 87  |
| 5.  | HKM Zvolen               | 48 | 28 | 0   | 3   | 17 | 173:127 | 87  |
| 6.  | HK Dukla Trenčín         | 48 | 22 | 5   | 5   | 16 | 148:121 | 81  |
| 7.  | HK Dukla Michalovce      | 48 | 18 | 4   | 7   | 19 | 125:136 | 69  |
| 8.  | HK Nitra                 | 48 | 18 | 2   | 7   | 21 | 124:136 | 65  |
| 9.  | DVTK Jegesmedvék         | 48 | 17 | 5   | 3   | 23 | 127:143 | 64  |
| 10. | MAC Budapest             | 48 | 14 | 2   | 5   | 27 | 139:184 | 51  |
| 11. | HC Nové Zámky            | 48 | 11 | 6   | 5   | 26 | 125:166 | 50  |
| 12. | HC 07 Detva              | 48 | 14 | 2   | 2   | 30 | 112:173 | 48  |
| 13. | MHk 32 Liptovský Mikuláš | 48 | 8  | 3   | 5   | 32 | 78:186  | 35  |

### Zweite Phase

#### Gruppe A
|    | Mannschaft            | Sp | S  | SNV | NNV | N  | Tore    | Pkt |
| -- | --------------------- | -- | -- | --- | --- | -- | ------- | --- |
| 1. | HC 05 Banská Bystrica | 55 | 32 | 10  | 4   | 9  | 180:109 | 120 |
| 2. | HC Slovan Bratislava  | 55 | 29 | 8   | 5   | 13 | 191:118 | 108 |
| 3. | HC Košice             | 55 | 28 | 9   | 4   | 14 | 163:114 | 106 |
| 4. | HK Poprad             | 55 | 28 | 5   | 5   | 17 | 170:131 | 99  |
| 5. | HK Dukla Trenčín      | 55 | 26 | 5   | 5   | 19 | 167:139 | 93  |
| 6. | HKM Zvolen            | 55 | 29 | 0   | 4   | 22 | 186:152 | 91  |

#### Gruppe B
|     | Mannschaft          | Sp | S  | SNV | NNV | N  | Tore    | Pkt |
| --- | ------------------- | -- | -- | --- | --- | -- | ------- | --- |
| 7.  | HK Dukla Michalovce | 55 | 20 | 5   | 8   | 22 | 152:157 | 78  |
| 8.  | HK Nitra            | 55 | 21 | 3   | 8   | 23 | 149:157 | 77  |
| 9.  | DVTK Jegesmedvék    | 55 | 20 | 7   | 3   | 25 | 148:158 | 77  |
| 10. | MAC Budapest        | 55 | 18 | 2   | 5   | 30 | 158:201 | 63  |
| 11. | HC Nové Zámky       | 55 | 13 | 6   | 8   | 28 | 143:188 | 59  |
| 12. | HC 07 Detva         | 55 | 16 | 3   | 2   | 34 | 131:206 | 56  |

### Beste Scorer
Quelle: hockeyslovakia.sk; Abkürzungen:  Sp = Spiele, T = Tore, V = Assists, Pkt = Punkte, +/− = Plus/Minus, SM = Strafminuten; Fett:  Bestwert
| Spieler         | Mannschaft            | Sp | T  | V  | Pkt | +/− | SM  |
| --------------- | --------------------- | -- | -- | -- | --- | --- | --- |
| Jindřich Abdul  | HC Slovan Bratislava  | 53 | 23 | 39 | 62  | +41 | 58  |
| Brock Trotter   | HKM Zvolen            | 51 | 14 | 46 | 60  | +4  | 78  |
| Alan McPherson  | HKM Zvolen            | 51 | 21 | 38 | 59  | +28 | 46  |
| Marcel Haščák   | HC Košice             | 45 | 33 | 22 | 55  | +19 | 36  |
| Josef Mikyska   | HK Dukla Trenčín      | 53 | 14 | 41 | 55  | −7  | 50  |
| Jordan Hickmott | HC 05 Banská Bystrica | 55 | 21 | 33 | 54  | +24 | 12  |
| Dávid Skokan    | HC Košice             | 53 | 18 | 35 | 53  | +3  | 76  |
| Jordon Southorn | HC 05 Banská Bystrica | 51 | 13 | 38 | 51  | +20 | 116 |
| Tomáš Zigo      | HC Slovan Bratislava  | 51 | 27 | 22 | 49  | +37 | 80  |
| István Sofron   | MAC Budapest          | 54 | 24 | 24 | 48  | −6  | 68  |

### Beste Torhüter
Quelle: hockeyslovakia.sk; Abkürzungen:  Sp = Spiele, Min = Eiszeit, GT =Gegentore, GTS = Gegentorschnitt, Sv% = Fangquote; Fett:  Bestwert
| Spieler           | Mannschaft            | Sp | Min     | S  | N  | GT  | SO | Sv%   | GTS  |
| ----------------- | --------------------- | -- | ------- | -- | -- | --- | -- | ----- | ---- |
| Barry Brust       | HC Slovan Bratislava  | 29 | 1707:31 | 21 | 8  | 49  | 5  | 93,67 | 1,72 |
| Andrej Košarišťan | HC Košice             | 42 | 2557:15 | 31 | 11 | 77  | 5  | 93,37 | 1,81 |
| Tyler Beskorowany | HC 05 Banská Bystrica | 44 | 2618:48 | 33 | 11 | 89  | 2  | 92,98 | 2,04 |
| Tomáš Vošvrda     | HK Poprad             | 44 | 2641:34 | 26 | 18 | 97  | 6  | 92,51 | 2,20 |
| Matej Tomek       | HK Dukla Trenčín      | 32 | 1899:41 | 20 | 12 | 74  | 2  | 92,72 | 2,34 |
| Vladislav Habal   | HC Slovan Bratislava  | 27 | 1592:25 | 16 | 11 | 64  | 1  | 91,72 | 2,41 |
| Tomáš Tomek       | HKM Zvolen            | 42 | 2465:42 | 21 | 21 | 101 | 2  | 91,46 | 2,46 |
| Michal Valent     | HK Dukla Trenčín      | 25 | 1420:49 | 12 | 13 | 59  | 4  | 92,12 | 2,49 |
| Adam Trenčan      | HK Dukla Michalovce   | 44 | 2098:00 | 21 | 23 | 106 | 2  | 91,53 | 2,57 |
| Miklós Rajna      | DVTK Jegesmedvék      | 37 | 2131:14 | 18 | 19 | 99  | 2  | 91,62 | 2,79 |